# Ракитное (Яготинский район)
Ракитное (укр. Рокитне) — село, входит в Яготинский район Киевской области Украины.
Население по переписи 2001 года составляло 102 человека. Почтовый индекс — 07713. Телефонный код — 4575. Занимает площадь 0,87 км². Код КОАТУУ — 3225585803.

## Местный совет
07713, Київська обл., Яготинський р-н, с. Райківщина, вул. Шевченка, 1

## Известные уроженцы
- Бронец, Иван Иванович — Герой Советского Союза.